# Модель Крамера — Лундберга
Модель Крамера — Лундберга — математическая модель, позволяющая оценивать риски разорения страховой компании. Частный случай модели Спарре — Андерсена, в которой процесс восстановления является пуассоновским. В рамках данной модели предполагается, что страховые взносы поступают равномерно, со скоростью {\displaystyle a} условных денежных единиц за единицу времени, то есть {\displaystyle a>0} — размер страховой премии. Модель позволяет определить размер страховой премии, необходимой для не разорения компании.

## Обозначения
Модель страхования заключается в описании случайного процесса {\displaystyle Y_{t}}, характеризующего капитал компании в момент времени {\displaystyle t}.
Модель выглядит так:
{\displaystyle Y_{t}=y_{0}+at-\sum _{k=1}^{N_{t}}\eta _{k},} где
{\displaystyle Y_{t}} — капитал компании в момент времени {\displaystyle t},
{\displaystyle y_{0}} — стартовый капитал, {\displaystyle y_{0}>0},
{\displaystyle a} – скорость поступления страховых взносов,
{\displaystyle N_{t}} — количество страховых исков от начала до момента времени {\displaystyle t},
{\displaystyle \eta _{k}}— сумма выплат по {\displaystyle k}-му страховому случаю, выплата происходит в момент времени {\displaystyle T_{k}}.
Cлучайный процесс {\displaystyle N_{t}} разумно задать как пуассоновский процесс интенсивности {\displaystyle \lambda >0}. В таком случае модель называется моделью Крамера — Лундберга. Это связано с тем, что страховые случаи не связаны друг с другом, поэтому случайная величина, равная промежутку времени между двумя страховыми случаями, будет иметь экспоненциальное распределение (так как у этого распределения есть свойство "отсутствия памяти"). Чтобы перейти от промежутков между страховыми выплатами к случайному процессу, зависящему от времени {\displaystyle t}, будем рассматривать процесс восстановления:
{\displaystyle \{\xi _{1},\dots ,\xi _{n}\}} – независимые случайные величины, имеющие распределение {\displaystyle \mathrm {Exp} (\lambda )} (промежутки времени между страховыми случаями),
{\displaystyle S_{0}=0,S_{n}=\xi _{1}+\dots +\xi _{n}},
{\displaystyle N_{t}=\sup\{n:S_{n}\leqslant t\},t\geqslant 0}.
Этот процесс восстановления есть явная конструкция пуассоновского процесса. Таким образом задание {\displaystyle N_{t}} обосновано.
Компания считается разорившейся, если {\displaystyle Y_{t}\leqslant 0}. Пусть {\displaystyle \mathrm {T} =\inf\{t\geqslant 0:Y_{t}\leqslant 0\}} — первый момент времени, когда капитал компании становится нулевым или отрицательным. Наша задача найти вероятность разорения: {\displaystyle \mathrm {P} (T<\infty )}.

## Математические выкладки
1. Из свойств пуассоновского процесса получаем распределение количества выплат для каждого момента времени {\displaystyle t}:
{\displaystyle \mathrm {P} (N_{t}=k)=e^{-\lambda t}{\dfrac {(\lambda t)^{k}}{k!}}}.
2. Предположим что размер выплат {\displaystyle \eta _{k}} — независимые одинаково распределенные случайные величины с {\displaystyle \mathrm {E} \eta _{1}=\mu }.
{\displaystyle \mathrm {E} (X_{t}-X_{0})=\mathrm {E} X_{t}-\mathrm {E} X_{0}=(y_{0}+at-\mathrm {E} \sum _{k}\eta _{k}\mathbf {I} (T_{k}\leqslant t))-(y_{0}+0-0)=}
{\displaystyle =at-\sum _{k}\mathrm {E} \eta _{k}\mathbf {I} (T_{k}\leqslant t)=}
{\displaystyle =at-\sum _{k}\mathrm {E} \eta _{k}\mathrm {E} \mathbf {I} (T_{k}\leqslant t)=}
{\displaystyle =at-\mathrm {E} \eta _{k}\sum _{k}\mathrm {E} \mathbf {I} (T_{k}\leqslant t)=}
{\displaystyle =at-\mu \sum _{k}\mathrm {P} (T_{k}\leqslant t)=}
{\displaystyle =at-\mu \sum _{k}\mathrm {P} (N_{t}\geqslant k)=}
{\displaystyle =at-\mu \mathrm {E} N_{t}=t(a-\mu \lambda ).}
Отсюда получаем условие, состоящее в том, что компания (в среднем) работает с положительной прибылью (то есть {\displaystyle \mathrm {E} (X_{t}-X_{0})>0}), когда
{\displaystyle a>\mu \lambda }.
Смысл этого выражения такой: для положительной прибыли (в среднем) страховой взнос должен быть больше, чем средняя выплата в случае страхового случая, умноженная на величину, обратную среднему времени между двумя страховыми случаями.

## Выводы модели
С помощью статистических или иных методов, страховая компания должна вычислить средний размер одной страховой выплаты, а также вероятность наступления страхового случая. Размер страховой премии должен быть установлен на уровне не меньшем, чем произведение {\displaystyle \lambda } (вероятность предъявления страхового иска за единицу времени) и средней стоимости страхового иска {\displaystyle \mu }. В таком случае, вероятность того, что страховая компания не разорится будет ненулевая.